# Пантелидис, Сократис
Сокра́тис Тео́дорос Пантели́дис (греч. Σωκράτης Θεόδωρος Παντελίδης, англ. Sokrates Theodore Pantelides; род. 20 ноября 1948, Лемесос, Кипр) — американский физик и инженер греческого (кипрского) происхождения, пионер и всемирно признанный специалист в области теоретической физики. Бывший сотрудник компании IBM. Профессор департаментов физики и астрономии, и электротехники и информатики Университета Вандербильта. Почётный приглашённый учёный отдела материаловедения и технологии Окриджской национальной лаборатории при Министерства энергетики США. Фелло Американского физического общества (1980), Американской ассоциации содействия развитию науки (2003), Материаловедческого общества (2012), Института инженеров электротехники и электроники (2015), Электрохимического общества.
h-индекс = 93, процитирован > 32 450 раз.

## Биография
Родился в семье Теодороса Пантелидиса и Катерины Сократус.
В 1966 году окончил среднюю школу (Кипр).
В 1966—1967 годах служил в Кипрской армии.

### Образование
Университет Северного Иллинойса (бакалавр физики, 1969), Иллинойсский университет в Урбане-Шампейне (магистр физики, 1970; доктор философии в области физики, 1973), постдокторантура в Стэнфордском университете (1973—1975).

### Карьера
1975—1994: сотрудник Исследовательского центра имени Томаса Дж. Уотсона при IBM.
1992—1993: адъюнкт-профессор Колумбийского университета.
1994—н. в.: профессор Университета Вандербильта. Заведующий департаментом физики и астрономии (1995—1997).
Сотрудник Института наноразмерной науки и инженерии Университета Вандербильта (VINSE).
Приглашённый профессор Лундского университета (1975), почётный приглашённый учёный Окриджской национальной лаборатории (1995—н. в.), почётный приглашённый профессор Университета Китайской академии наук (2016—н. в.).
Имеет патенты.

## Научно-исследовательская деятельность
Сфера научных интересов: теоретическая физика, физика полупроводников, теория функционала плотности, материаловедение, нанотехнология, электротехника.

## Личная жизнь
С 1972 года женат на Мими Лисбет Хардтке, в браке с которой имеет двух дочерей.

## Награды и почести
- 1980 — IBM Outstanding Innovation Award
- 2003 — Chancellor’s Research Award (Университет Вандербильта)
- 2008 — Outstanding Referee Award (Американское физическое общество)[6][13]